# Basse-Taille
Basse-Taille ist eine Emailtechnik, bei der der Künstler durch Gravieren oder Ziselieren ein Flachreliefmuster in Metall, meist Silber oder Gold, herstellt. Das gesamte Muster wird so gestaltet, dass sein höchster Punkt tiefer liegt als das umgebende Metall. Anschließend wird eine transparente Emaille auf das Metall aufgetragen, so dass das Licht vom Relief reflektiert wird und ein künstlerischer Effekt entsteht. Diese Technik wurde im späten Mittelalter und erneut im 17. Jahrhundert angewandt.

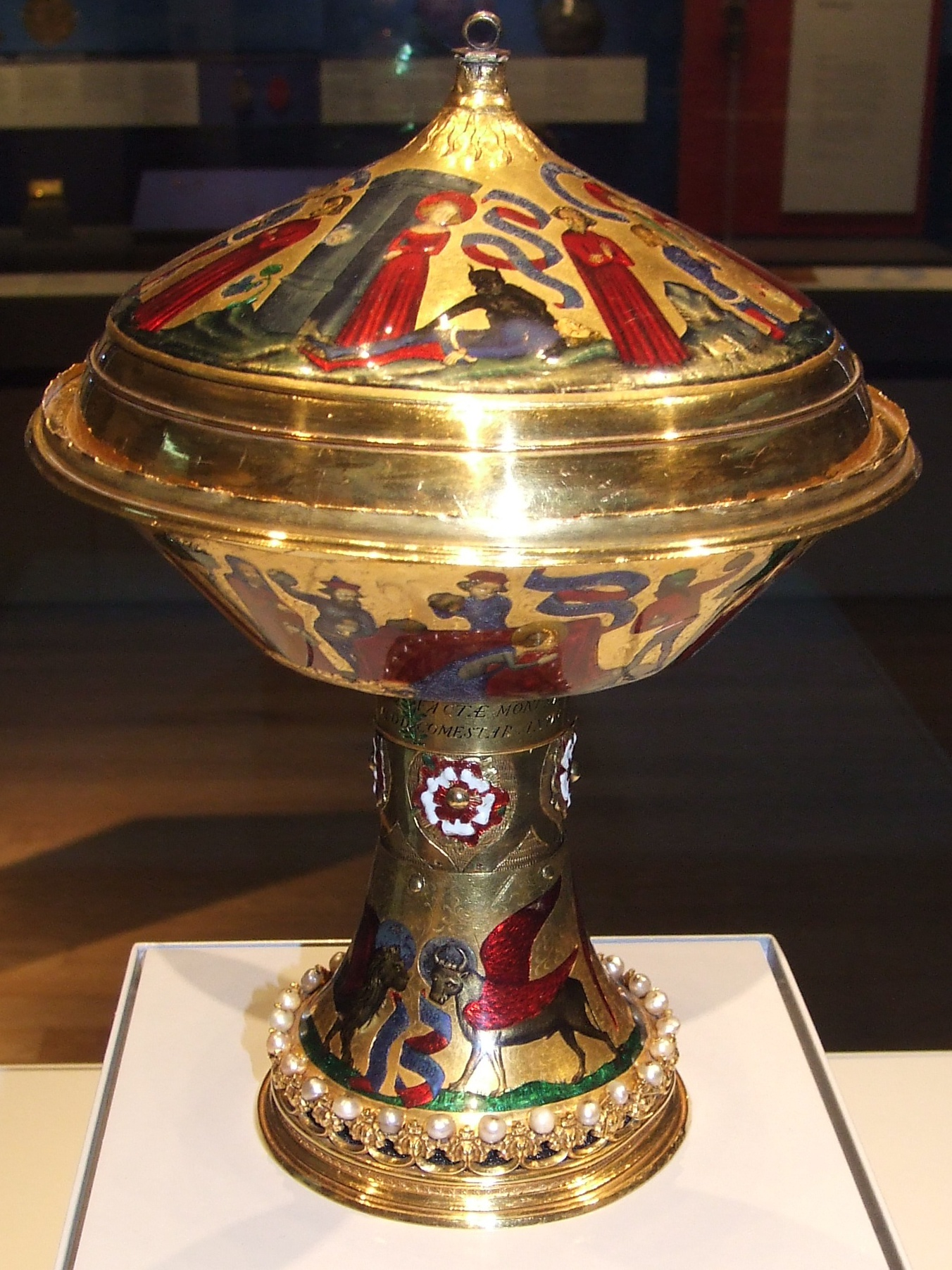
Der Royal Gold Cup, 23,6 cm hoch, 17,8 cm Durchmesser an der breitesten Stelle, Gewicht 1,935 kg. British Museum

## Mittelalterliche Beispiele

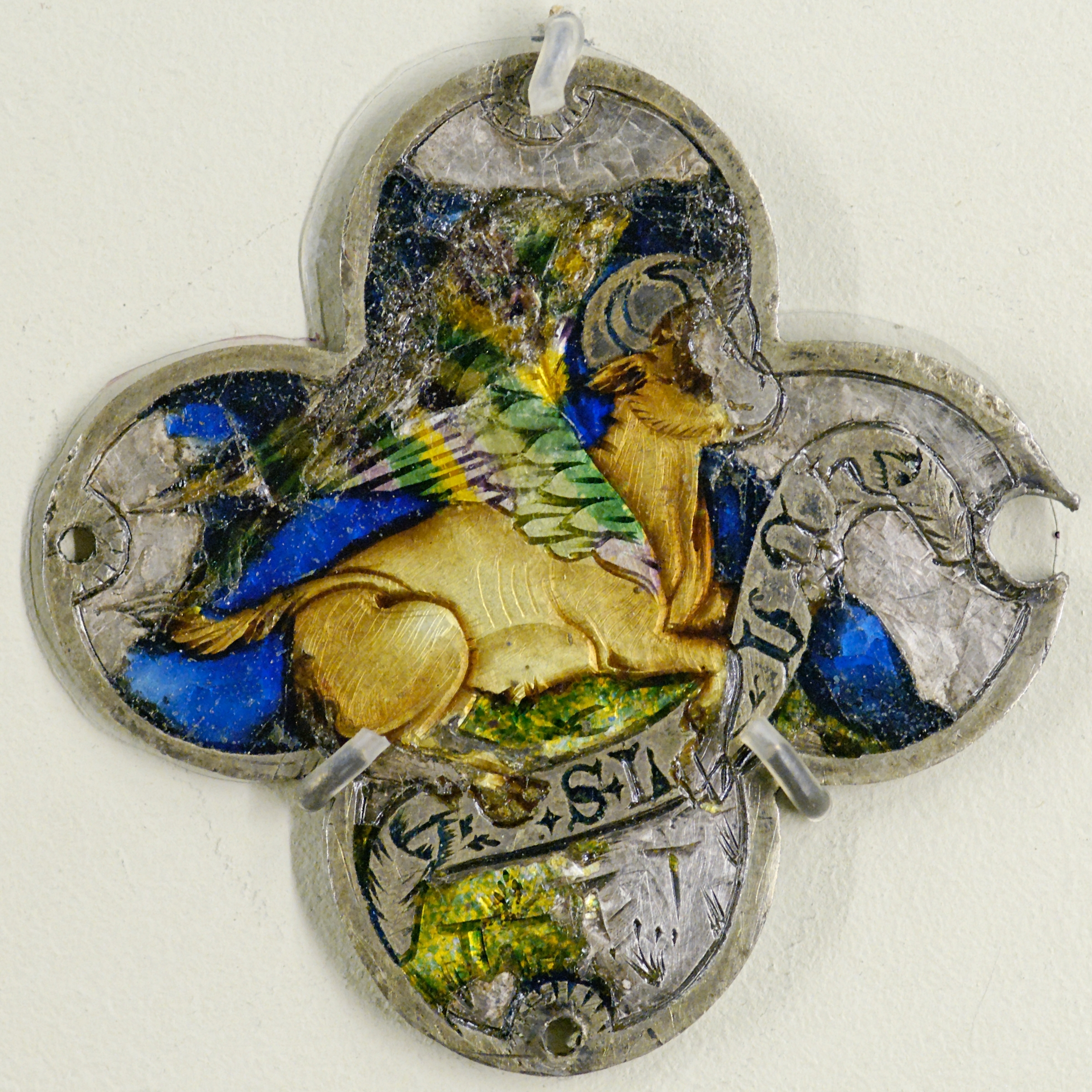
Eine Silberplakette aus dem 14. Jh. in Basse-Taille mit transparenter Emaille, mit starken Beschädigungen, die die präparierten Metalloberflächen darunter und die Tönung mit verschiedenen Farben zeigen

Die Technik war bereits den alten Römern bekannt, ging aber vom späten Mittelalter bis ins 17. Jahrhundert verloren. Transparentes Emaille ist zerbrechlicher als undurchsichtige Emaille, und gut erhaltene mittelalterliche Exemplare sind sehr selten. Das früheste datierte Werk ist ein Kelch des sienesischen Goldschmieds Guccio di Mannaia, der um 1290 für Papst Nikolaus IV. angefertigt wurde und sich in der Sammlung des Museo del Tesoro della Basilica di San Francesco befindet.
Die Technik verbreitete sich in der Folge auch in anderen Zentren höfischen Kunsthandwerks zu einer Zeit, als die vor allem mit Limoges in Verbindung gebrachten Champlevé-Emailarbeiten fast in Massenproduktion hergestellt wurden und relativ preiswert waren. Der Royal Gold Cup aus dem späten 14. Jahrhundert, der sich heute im British Museum befindet, gilt als das bedeutendste erhaltene Beispiel für Basse-Taille-Email. Es ist eines von nur vier bekannten, in Gold gearbeiteten Exemplaren, darunter sowohl weltliche als auch religiöse Stücke; ein weiteres ist das kleine Salting Reliquar, das sich ebenfalls im British Museum befindet. Der „King John Cup“ aus King’s Lynn von ca. 1340 ist das beste Beispiel für Basse-Taille-Arbeiten, die wahrscheinlich in England hergestellt wurden. Der „King John Cup“ aus King’s Lynn von ca. 1340 aus vergoldetem Silber mit transparenter Emailmalerei ist das beste Beispiel für eine Basse-Taille-Arbeit, die wahrscheinlich in England hergestellt wurde. Der Metallkunstexperte Herbert Maryon bezeichnet diesen und den Royal Gold Cup als „zwei Beispiele von außergewöhnlichem Wert, die in keiner Sammlung zu finden sind“. Es ist jedoch unklar, ob der Großteil der Emaille in King’s Lynn original ist.
Die Technik wurde im 17. Jahrhundert wiederentdeckt, danach aber nicht mehr häufig angewandt. Eine Variante dieser Technik wurde von Peter Carl Fabergé ab den 1880er Jahren bis zur Russischen Revolution bei den Fabergé-Eiern und anderen Objekten verwendet, bei denen eine durchscheinende Emailfarbe auf einen maschinell gedrehten, guillochierten Metallträger aufgetragen wurde. Diese Technik ist auch heute noch in Gebrauch, in der Regel in einer einzigen Farbe.

## 17. Jahrhundert
Die wiederbelebte Technik wurde im 17. Jahrhundert für Deckel und Ziffernblätter von Taschenuhren, Goldschatullen und ähnlichen Gegenständen verwendet, allerdings meist mit undurchsichtigem Email, wodurch ein ganz anderer Effekt erzielt wurde als bei mittelalterlichen Beispielen mit transparenten Email. Der französische Uhrmacher Josias Jolly machte davon häufig Gebrauch.

## Technik

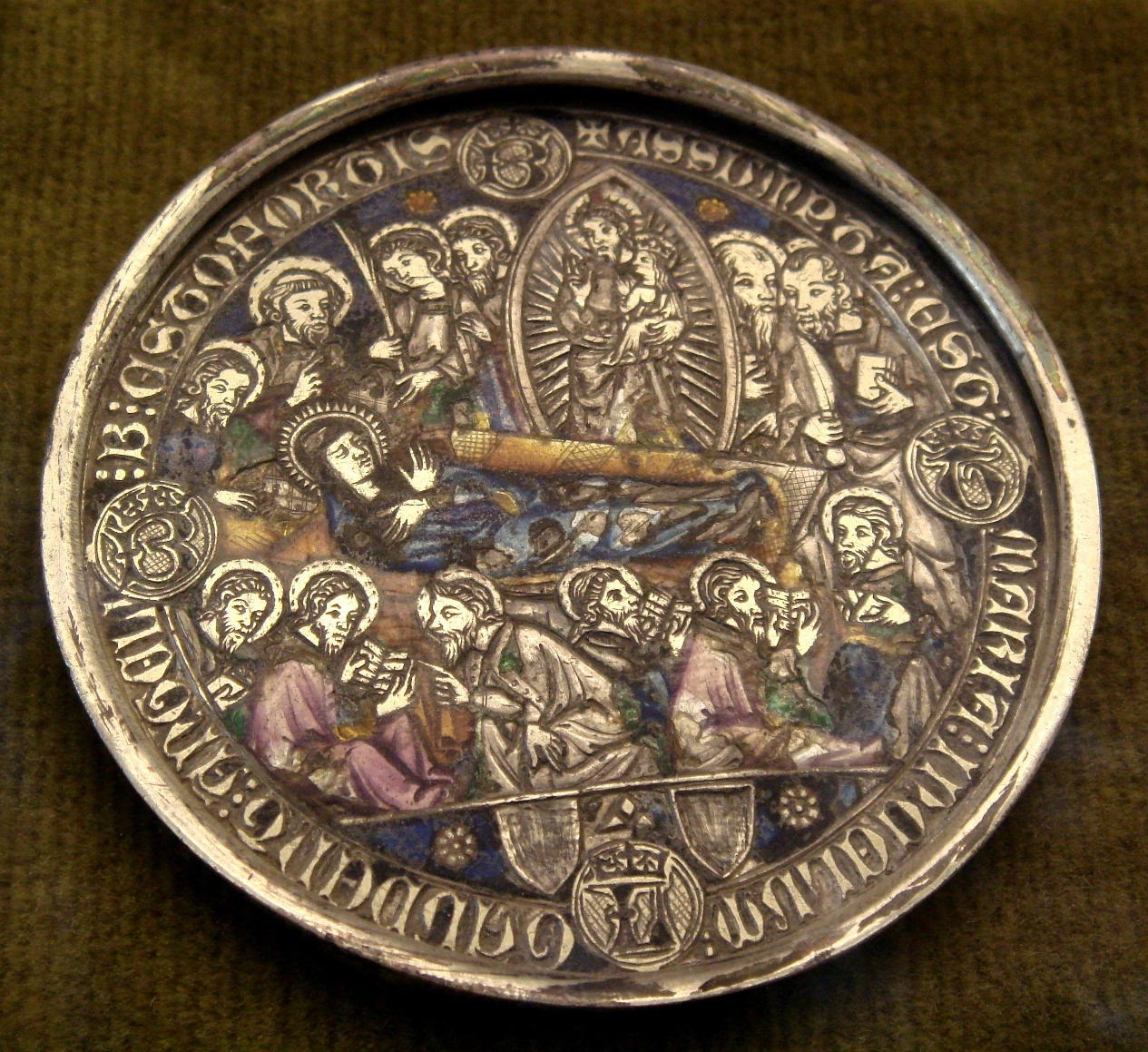
Medaillon mit dem Tod der Jungfrau Maria, mit beschädigtem Basse-Taille-Email

Das Verfahren zur Herstellung von Basse-Taille-Email begann mit dem Anreißen der Umrisse des Musters und der wichtigsten inneren Konturen auf dem Gold mit einem Werkzeug, das „Grabstichel“ genannt wird. Dann wurde der Innenbereich bearbeitet, entweder mit Ziselierwerkzeugen, die eher hämmern und stanzen als schneiden, oder mit Meißeln, um eine flache Vertiefung zur Aufnahme der Emaille zu schaffen. Die wichtigeren Teile wurden modelliert, indem die Tiefe der Oberfläche variiert wurde, um verschiedene Farbintensitäten zu erzielen, wenn das durchscheinende Email aufgetragen wurde. Beim Royal Gold Cup zum Beispiel steigt das Gold unter den Falten der Draperie oft nahe der Oberfläche an, um einen helleren Akzent zu setzen. Bei dem hier gezeigten Beispiel mit dem Ochsen des Lukas ist der untere Teil mit Grasbüscheln verziert, die durch tiefere Einschnitte in den Untergrund entstanden sind. In vielen der vertieften Bereiche wurden weitere Verzierungen hinzugefügt, entweder durch Gravur oder Punzierung, die durch die transparente Emaille durchschimmern, oder um den Hintergrund zu facettieren, so dass sich die Reflexionen bei einer leichten Veränderung des Betrachtungswinkels verändern. Die meisten Hintergrundbereiche der emaillierten Szenen wurden auf die gleiche Weise dekoriert. Abschließend wurden die Oberflächen gereinigt, repariert und poliert, eventuell auch durchscheinende Unebenheiten auf der Rückseite des Metalls weggekratzt.
Das Email, das bündig mit den Goldflächen abschließt, ist eine Zubereitung aus fein gemahlener Glaspaste, die sorgfältig auf die vorbereiteten Vertiefungen aufgetragen und anschließend gebrannt wurde. Wenn verschiedene Emailfarben mit einer scharfen Grenze aneinander stoßen, wurde dies dadurch erreicht, dass eine Farbe mit einem Umrandung aus Tragantgummi gebrannt wurde, bevor die nächste Farbe aufgetragen wurde. Die Schwierigkeit wurde oft dadurch erhöht, dass vor dem Brennen eine andere Farbe auf eine Grundfarbe aufgetragen wurde, so dass die hinzugefügte Farbe an den Rändern der getönten Fläche allmählich in die Hintergrundfarbe übergeht. Diese Methode wird vor allem bei „Flux“ oder farblosen Glasuren verwendet, wie z. B. bei Bodenflächen, Felsen und Bäumen. Beim Royal Gold Cup wurde Flux auch für die fleischfarbenen Partien verwendet, da es auf dem goldenen Untergrund beim Aushärten leicht nachdunkelt, bis es eine der Hautfarbe entsprechende Farbe annimmt. Das hier so wirkungsvoll eingesetzte „Rubinglas“–Rot wurde durch Zugabe von winzigen Kupfer-, Silber- und Goldpartikeln zum Glas hergestellt; hier haben wissenschaftliche Untersuchungen ergeben, dass Kupfer verwendet wurde. Nach dem Brennen wurde die Emaille bündig mit dem umgebenden Metall poliert, das vermutlich zuletzt verziert wurde.